# Guardaparco
Il guardiaparco o, più raramente, guardaparco, è un operatore dipendente da un Ente di gestione di un Parco o Riserva Naturale che ha principalmente funzioni di vigilanza e controllo sul rispetto delle norme di tutela dell'area protetta di competenza. Se svolgono funzioni di polizia forestale sono denominate guardie forestali, o agenti forestali.

## Storia

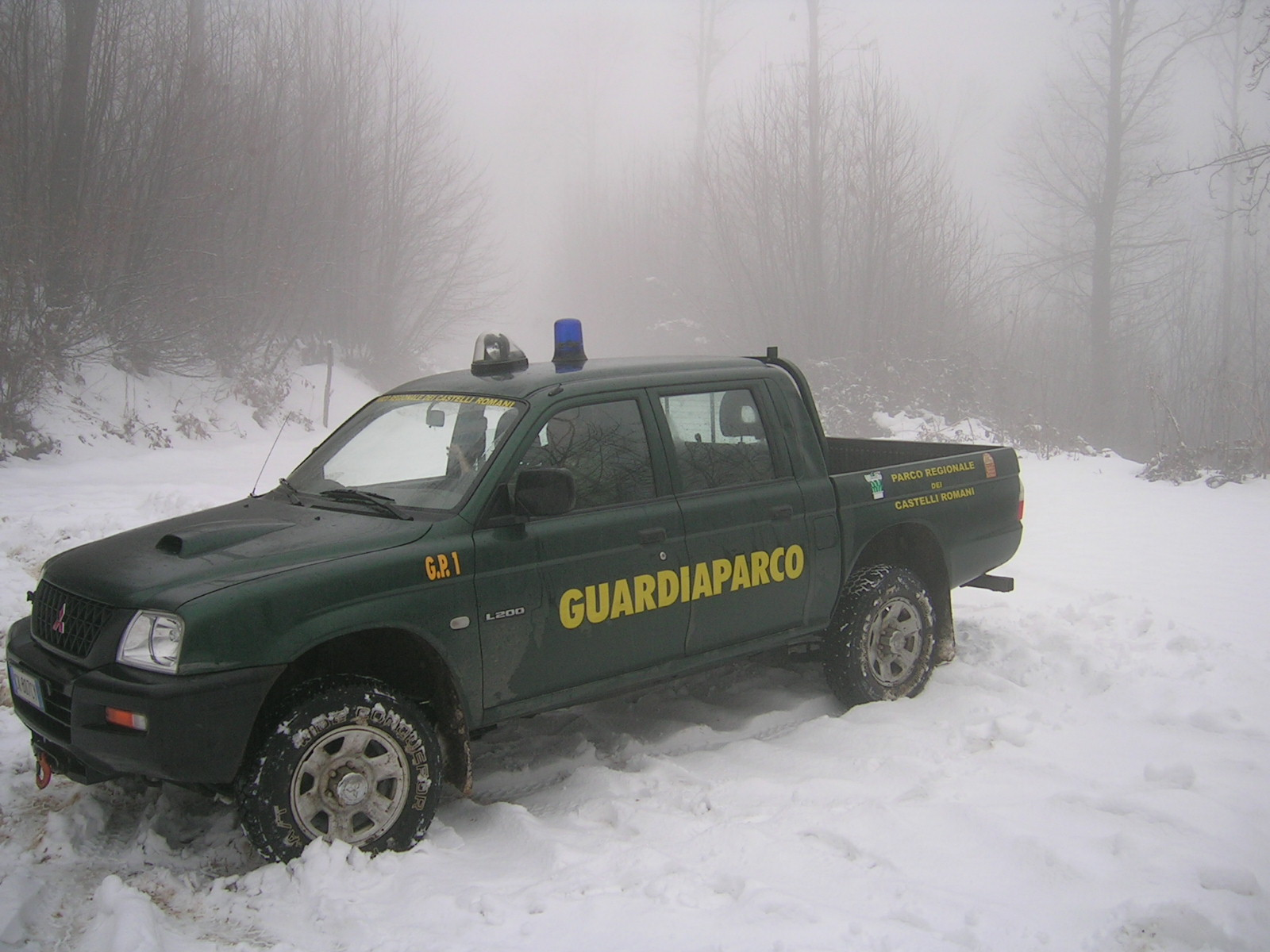
Automezzo di servizio dei guardiaparco del parco regionale dei Castelli Romani

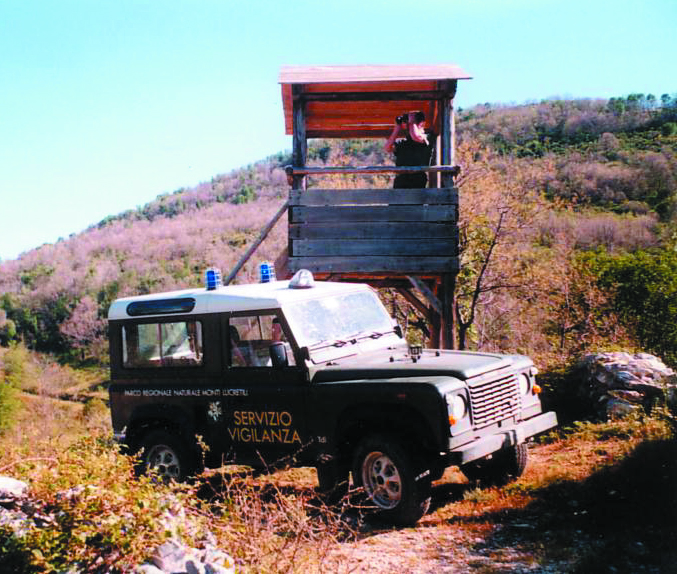
Sorveglianza sui monti Lucretili

I guardaparco (park ranger o forest ranger, nei paesi anglofoni) sono nati nel 1872. Il primo guardaparco, assunto dal primo parco nazionale del mondo, lo Yellowstone National Park, fu Harry Yount. In Italia i guardaparco sono nati nel 1923 in occasione dell'istituzione del primo Parco nazionale italiano, il Parco nazionale del Gran Paradiso a cui, poco dopo, si sono aggiunti i guardiaparco del Parco nazionale d'Abruzzo.
Attualmente i guardiaparco hanno conservato le originali e caratteristiche competenze in diverse attività e materie tra cui, all'attività di Agente polizia giudiziaria e amministrativa contro gli illeciti ambientali, e in alcuni casi sono anche Agente di Pubblica Sicurezza, troviamo le attività connesse alla gestione faunistica (censimenti, catture, soccorso fauna in difficoltà), attività di protezione civile (lotta agli incendi boschivi, ricerca dispersi, emergenze in casi di calamità), attività naturalistiche (assistenza e partecipazione ai progetti di ricerca scientifica sulla flora, sulla fauna e sulla geologia della propria area protetta), attività di educazione ambientale e assistenza turistico-escursionistica.

## Nel mondo

### Italia
La vigente normativa italiana sulle aree protette (legge 6 dicembre 1991, n. 394 Legge quadro sulle aree protette) ha negato la possibilità ai successivi parchi nazionali di dotarsi di un corpo di guardiaparco direttamente dipendente dal singolo Ente Parco affidando queste funzioni a personale del Corpo forestale dello Stato, dal 2017 del Comando carabinieri per la tutela della biodiversità e dei parchi.
Negli ultimi anni i guardiaparco si sono sviluppati numericamente soprattutto nelle Aree protette regionali (soprattutto in Lazio, Lombardia, Emilia Romagna, Toscana, Liguria e Piemonte).

#### Status giuridico
| Regioni        | Enti gestori | Polizia locale | Qualifiche di PG | Qualifiche di PS | Denominazione ufficiale | Competenza fuori area |
| -------------- | ------------ | -------------- | ---------------- | ---------------- | ----------------------- | --------------------- |
| Veneto         | C            | sì             | sì               | sì/no            | Vigilanza               | AP                    |
| Calabria       | EP           | no             | sì               | sì/no            | Guardiaparco            | -                     |
| Valle d'Aosta  | EP           | sì             | sì               | sì               | Guardaparco             | -                     |
| Piemonte       | EP           | sì             | sì               | sì               | Vigilanza               | AP TC                 |
| Lombardia      | C            | sì             | sì               | sì               | Vigilanza               | -                     |
| Trentino       | EP           | no             | sì               | no               | Vigilanza               | AP                    |
| Liguria        | EP           | Ausiliari PL   | sì               | si               | Guardiaparco            | TC                    |
| Emilia-Romagna | C            | sì             | sì               | sì               | Guardiaparco            | AP                    |
| Toscana        | EP           | sì             | sì               | sì               | Vigilanza               | AC TC                 |
| Marche         | EP C         | no             | sì               | sì/no            | Vigilanza               | -                     |
| Lazio          | EP           | no             | sì               | sì/no            | Guardiaparco            | -                     |
| Sicilia        | EP           | sì             | sì               | sì               | Guardiaparco            | AP                    |
| Molise         | EP C         | no             | sì               | sì/no            | Vigilanza               | -                     |
| Abruzzo        | EP C         | no             | si               | si/no            | Guardiaparco            | AP                    |

## Filmografia
- In un altro mondo